# Coniogramme gracilis
Coniogramme gracilis är en kantbräkenväxtart som beskrevs av M. Ogata. Coniogramme gracilis ingår i släktet Coniogramme och familjen Pteridaceae. Inga underarter finns listade.